# Mbuyuni (Mkoani)
Mbuyuni è una circoscrizione urbana (urban ward) della Tanzania situata nel distretto di Mkoani, regione di Pemba Sud. Conta una popolazione di 1 883 abitanti (censimento 2012).